# François Rouxel de Médavy

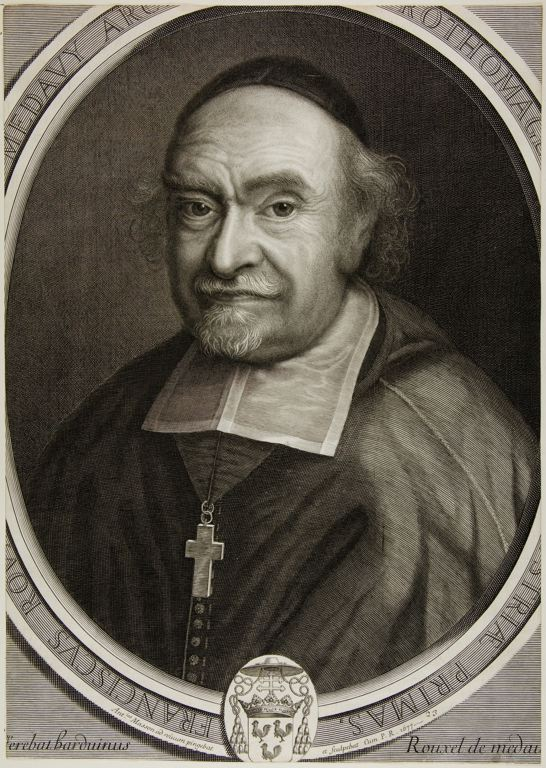
François Rouxel de Médavy, Bischof von Séez, Erzbischof von Rouen, von Antoine Masson (1636–1700)

François Rouxel de Médavy (* 8. August 1604 im Château de La Mothe bei Médavy; † 27. Januar 1691 in Grancey) war ein französischer Kleriker.

## Leben
François Rouxel war ein Sohn von Pierre Rouxel, Baron de Médavy, Comte de Grancey, und Charlotte de Hautemer de Fervaques. 1617 wurde er zum Abt von Cormeilles im Bistum Lisieux ernannt, 1636 zum Abt von Kloster Saint-André-de-Gouffern im Bistum Sées.
Am 28. Februar 1651 wurde er als Bischof von Sées ausgewählt, die Wahl wurde am 25. September 1651 von Papst Innozenz X. bestätigt – im gleichen Jahr, in dem sein Bruder Jacques Rouxel de Médavy Marschall von Frankreich wurde. Am 21. Mai 1652 ließ er sich bei den Jesuiten in Pontoise von Charles-Jacques de Gelas de Léberon, Bischof von Valence, zum Bischof weihen. 1653 erhielt er die Patentbriefe für die endgültige Gründung des Seminars von Sées, das 1650 von Pierre Pavy begonnen wurde, und gründete die Krankenstation des Hospitals in dieser Stadt. 1664 wurde er als Bischof von Autun nominiert, 1670 als Bischof von Langres, nahm aber beide Ämter nicht an.
Am 16. Januar 1671 wurde er als Erzbischof von Rouen und Primas der Normandie ausgewählt, die Wahl wurde am 24. August 1671 von Papst Clemens X. bestätigt. Er gründete das Benediktinerinnenkloster zum Heiligen Sakrament (Abbaye du Saint-Sacrément) und das Séminaire Saint-Nicaise, auch Petit Séminaire genannt. Die Verwaltung die Erzdiözese überließ er bald den Klerikern und (ab 1680) Jacques-Nicolas Colbert als Koadjutor, woraus 1691 die Nachfolge wurde.
Seine Rolle in der Assemblée de clergé von 1682, an der er teilnahm, war eher dekorativ als aktiv. Mit Rücksicht auf seinen Gesundheitszustand zog er sich für die letzten zwei Jahre seines Lebens auf das Schloss Grancey zurück.
Sein Universalerbe wurde sein Großneffe Jacques Léonor Rouxel († 1725).